# 北里大学東洋医学総合研究所
北里大学東洋医学総合研究所（きたさとだいがくとうよういがくそうごうけんきゅうしょ）は、東京都港区白金にある東洋医学の研究を専門とした北里大学の研究所であり、診療活動として日本の漢方理論に基づく煎じ薬を中心とした診療と、日本の伝統的手法に則った鍼灸治療を行っている。

## 概要
日本初のWHO伝統医学協力センターの指定を受けている。付近には北里研究所病院や薬学部もある。日本における東洋医学研究の最先端をゆく研究所である。また、世界に遅れている日本の東洋医学研究を危惧し、日本での東洋医学普及や研究を目的とし、国際的な鍼灸師の育成も目指している。

## 沿革
- 1972年6月 - 附属病院の並列として北里研究所附属東洋医学総合研究所設立。
- 1986年3月8日 - 日本初のWHO伝統医学研究協力センターの指定を受ける。
- 2001年3月 - 北里研究所病院新棟裏のアネックス棟に移転。
- 2008年4月1日 - 社団法人北里研究所が解散し、学校法人北里学園との統合により現名称に改める。

## 施設
- 東洋医学資料展示室